# Oratorio della Madonna del Buon Consiglio
L'oratorio della Madonna del Buon Consiglio (o anche di San Ludovico) di Prato si trova in Via Garibaldi, in angolo con il vicolo dei Gherardacci.

## Storia
L'oratorio fondato nel Trecento dagli Aliotti (forse da Pagno, padre di Ludovico degli Aliotti vescovo di Volterra morto nel 1411), ma con struttura risalente agli inizi del XIII secolo, come dimostrano i resti del paramento in alberese e una porta lungo il vicolo riferibile agli inizi del Duecento.
Fu ristrutturato alla fine del Quattrocento, quando era sotto il patronato dei Gherardacci e dei Bocchineri, come testimonia il portale, con maioliche della bottega di Andrea Della Robbia, nel Museo Civico di Palazzo Pretorio da dopo il restauro.
Probabilmente in questo oratorio Vincenzo, figlio di Galileo Galilei, sposò nel 1629 Sestilia Bocchineri. Dalla seconda metà del Seicento al 1725 la cappella fu utilizzata durante il Carnevale per l'esecuzione di oratori (rappresentazioni poetico musicali di soggetto sacro). Il titolo che popolarmente designa l'oratorio deriva dalla congrega della Madonna del Buonconsiglio, fondata nel 1759 da Filippo Bocchineri. Con l'estinzione della sua casata, il patronato passò ai Pazzi di Firenze, quindi alla parrocchia di Santa Maria delle Carceri
L'oratorio di San Ludovico, gravemente danneggiato, con tutta l'area circostante, dai bombardamenti del 1944, venne restaurato e riaperto al culto nel 1957.
Attualmente l'oratorio non è più officiato e viene aperto al pubblico principalmente durante le festività natalizie per l'annuale mostra dei presepi dei bambini delle scuole.

## Descrizione

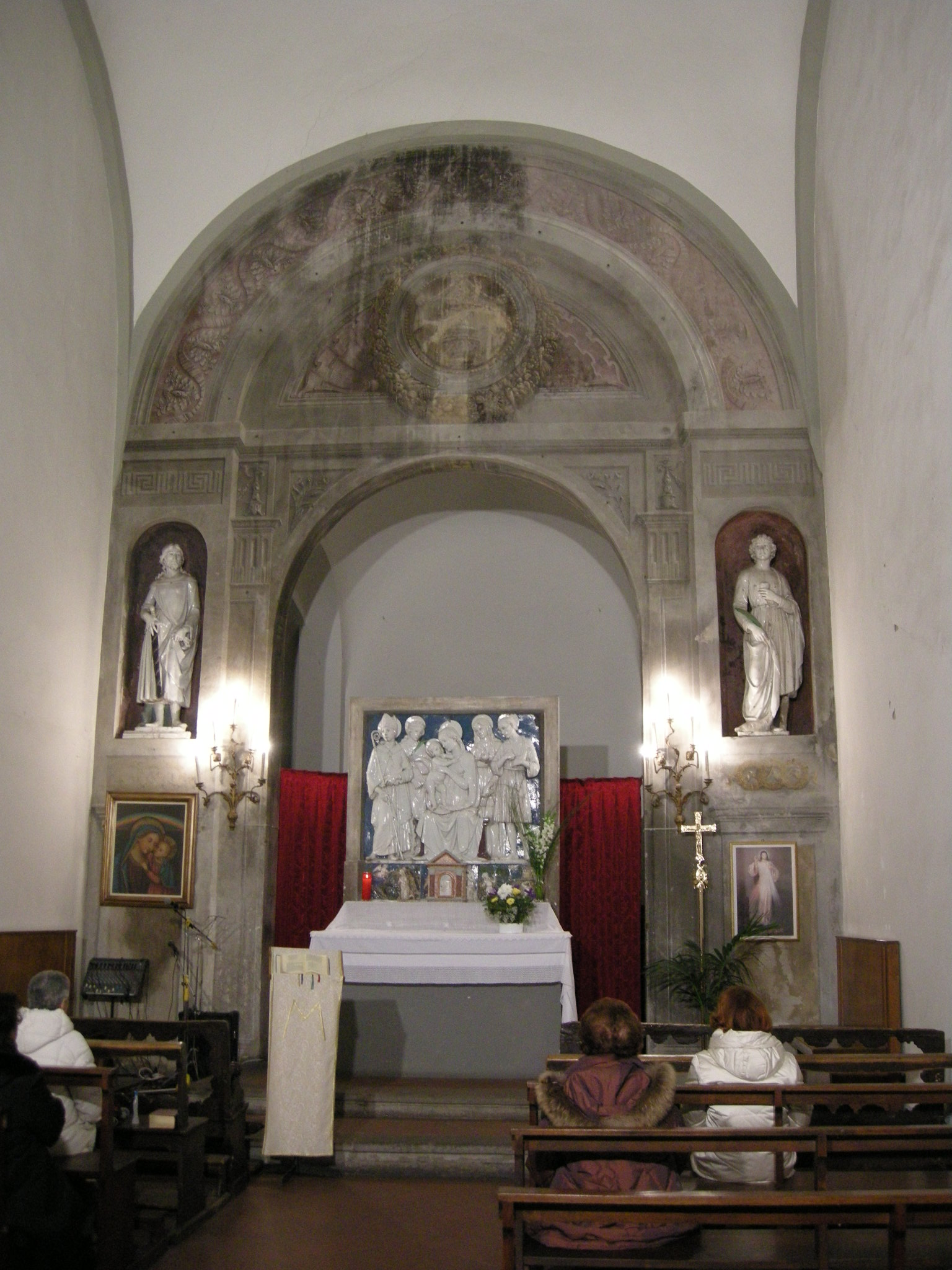
Interno

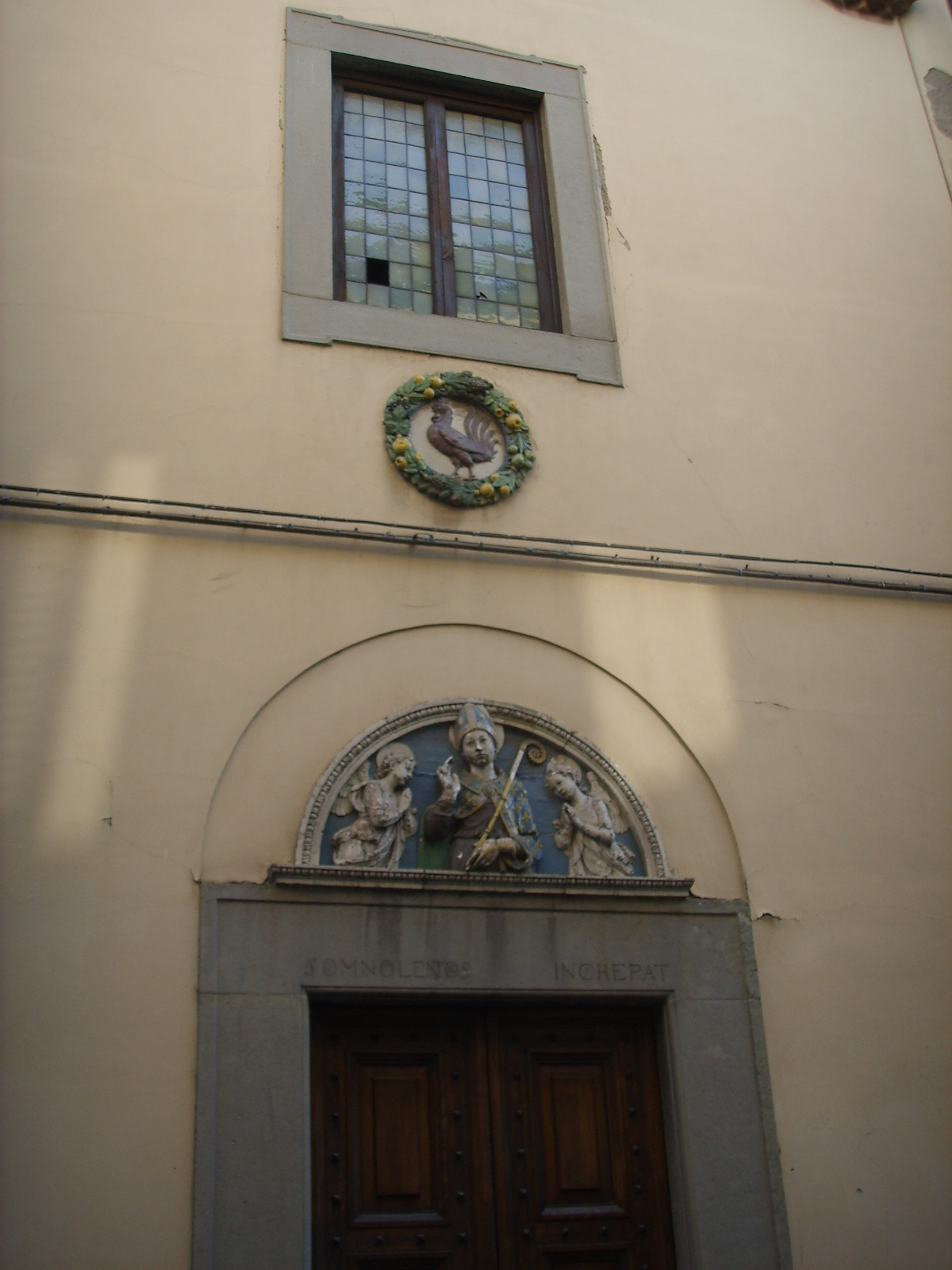
La robbiana sul portale

La facciata a capanna, rialzata nell'Ottocento, ha una cornice a mattoni disposti a dente di sega, e un portale in pietra su cui è scolpito il motto Somnolentos increpat ("rimprovera i sonnolenti"), riferito al galletto, emblema della famiglia Bocchineri, posto in un tondo robbiano con cornice a festone di foglie e frutta, posto al centro della facciata sotto al finestrone rettangolare.
"Somnolentos increpat", (rimprovera i sonnolenti), è anche legato alla simbologia cristiana del gallo: nell'inno di Sant'Ambrogio "Aeterne rerum conditor / Il canto del gallo", troviamo:
| Surgamus ergo strenue: gallus iacentes excitat, et somnolentos increpat, gallus negantes arguit. | Alziamoci dunque con coraggio: il Gallo sveglia i giacenti e rimprovera i sonnolenti, il gallo accusa quanti rinnegano. |

Alla bottega di Andrea Della Robbia è riferita anche la lunetta con San Ludovico e angeli, databile all'ultimo decennio del Quattrocento e oggi, come già accennato, è conservata nel Museo Civico di Palazzo Pretorio.

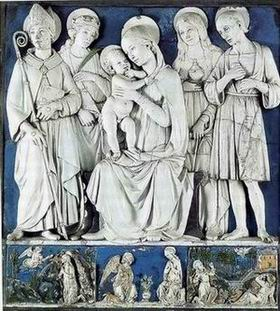
La Madonna con bambino e santi sull'altare

Anche l'interno, restaurato nel dopoguerra (quando furono eliminati gli altari laterali e altre strutture sei-settecentesche), è a navata unica, coperta da una doppia volta a vela con rosoncino centrale. La parete di fondo inquadra, con l'arco trionfale, il dossale in terracotta invetriata della Madonna col Bambino e quattro santi, fiancheggiato da due grandi statue (San Giuliano e Sant'Ansano), di Andrea della Robbia e bottega. La pala, che mostra i santi Ludovico, Caterina d'Alessandria, Maddalena e Girolamo ai lati della Vergine col bambino, e nella predella la Comunione della Maddalena, l'Annunciazione e le Stimmate di San Francesco, è una replica di alta qualità della Pala di Gradara, eseguita dallo stesso autore verso il 1480, e mancante della cornice originale.
L'arco, decorato nell'Ottocento, introduce anche a un coretto e una piccola stanza usata come sagrestia.